# Jozef Hanzel
Jozef Hanzel (26. ledna 1908 Ondrašová – ???) byl slovenský a československý politik a poválečný poslanec Ústavodárného Národního shromáždění za Stranu slobody. Po roce 1948 žil v exilu.

## Biografie
Profesí byl učitelem. Za Slovenského státu byl aktivní v odboji. Podílel se na Slovenském národním povstání, jako velitel povstaleckého praporu zajišťoval obranu Rajecké kotliny. Zatklo ho pak gestapo a po věznění na Slovensku byl deportován do Německa. Po osvobození mu byl udělen Řád Slovenského národního povstání.
V srpnu 1945 byl delegáty národních výborů zvolen za poslance Slovenské národní rady. Zasedal zde do roku 1946. Podílel se na budování Demokratické strany jako politické formace slovenského nesocialistického tábora.
Počátkem roku 1946 se začal podílet na vzniku nové slovenské politické strany, zpočátku nazývané Křesťansko-republikánská strana, později Strana slobody. Její vznik jako potenciální oslabení Demokratické strany podporovala i Komunistická strana Československa. Nová politická formace měla mít větší katolický akcent. Dne 5. března 1946 si strana podala přihlášku do Národní fronty. Vedení Demokratické strany se snažilo odštěpeneckou frakci izolovat podpisem takzvané aprílové (dubnové) dohody, v níž se zavázalo vyjít vstříc programovým a personálním zájmům katolického tábora. Strana slobody tak sice vznikla, ale nezískala masový ohlas, protože část jejích aktivistů se ještě před formálním vznikem nové strany vrátila do Demokratické strany. Hanzel ovšem patřil k těm politikům, kteří se nevrátili. V Žilině založil a vedl časopis Sloboda.
V parlamentních volbách v roce 1946 se stal členem Ústavodárného Národního shromáždění za Stranu slobody, která ovšem ve volbách získala jen nepatrný díl hlasů a pouhé tři mandáty v Národním shromáždění. V prosinci 1946 se stal prvním místopředsedou této strany. V parlamentu setrval do konce funkčního období, tedy do voleb do Národního shromáždění roku 1948.
Nedlouho po únorovém převratu mu byl zrušen poslanecký mandát a zakázána veřejná činnost. Hrozily mu navíc tři soudní procesy u krajského soudu v Trenčíně za články, které otiskl v listu Sloboda. Odešel proto mezi květnem a červnem (podle jiného zdroje již počátkem března) 1948 do emigrace. Působil pak v exilu ve Francii. V letech 1949–1952 byl redaktorem exilového časopisu Slovenský národ.